# Terç de Miquelets de Girona
El Terç de Miquelets de Girona fou una unitat de miquelets llevada a Girona per combatre a la Guerra del Francès (1808 - 1814).

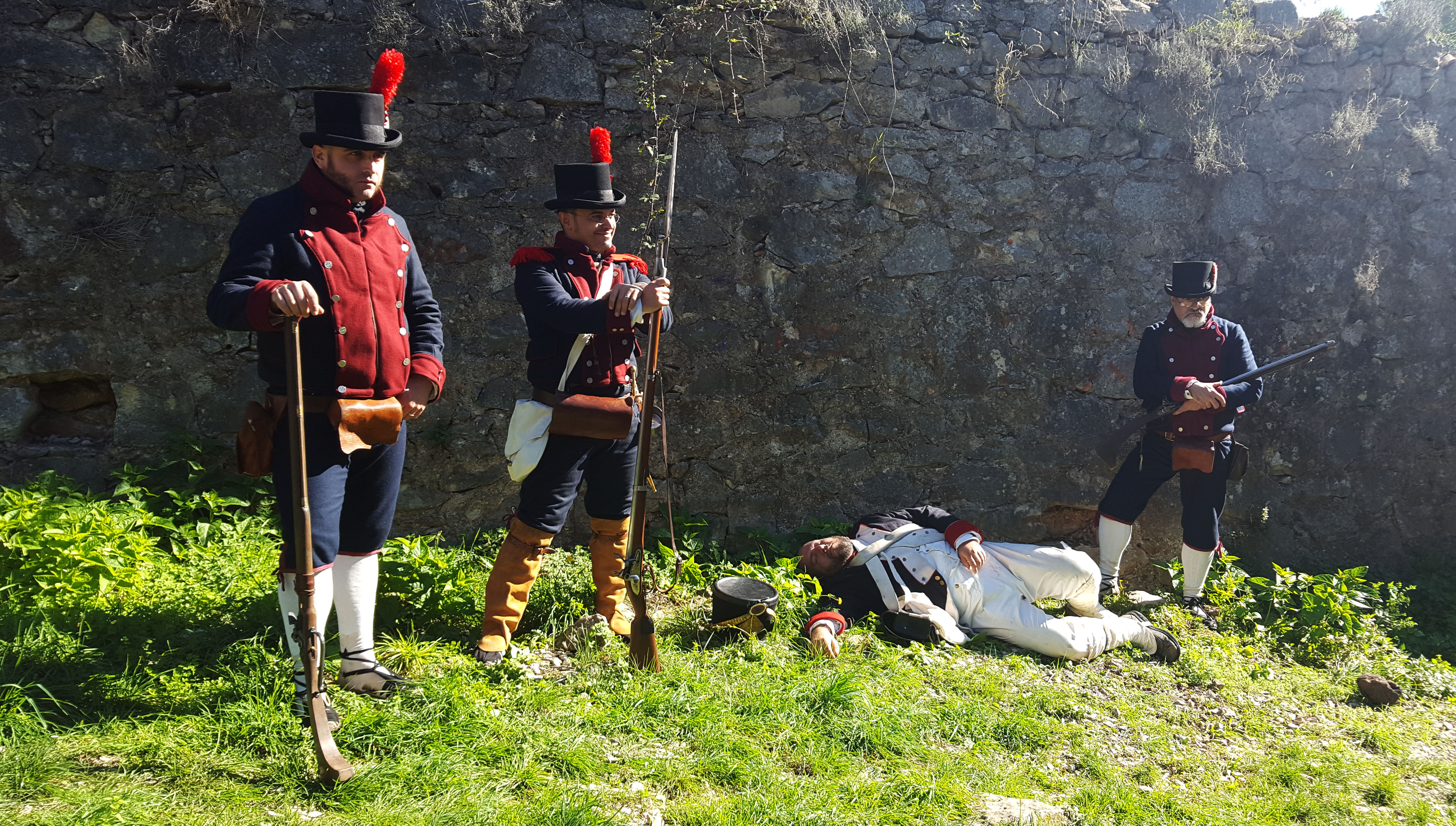
Recreació històrica del Terç de Girona, per l'associació Miquelets de Girona.

## Hodonímia
El 8 d'octubre de 1965 l'Ajuntament de Girona aprovà en ple dedicar un carrer a aquest terç, situat al barri de les Pedreres, entre el carrer d'Isabel la Catòlica i la pujada de les Pedreres.